# Achmed Dudarov
Achmed Ruslanovich Dudarov (auch bekannt als Ahmed Dudarov, * 6. Juli 1992 in Grosny, Tschetschenien) ist ein deutscher Ringer. Er wurde 2012 Vize-Weltmeister der Junioren im freien Stil im Weltergewicht (Gewichtsklasse bis 74 kg) und gewann bei den Europaspielen 2019 die Bronzemedaille in der Klasse bis 86 kg.

## Werdegang
Während des zweiten russisch-tschetschenischen Krieges war die Familie von Achmed Dudarov gezwungen nach Europa zu fliehen und ließ sich im Jahr 2000 in Deutschland nieder. Im Jahr 2009 erhielt er die deutsche Staatsbürgerschaft.
Dudarov begann im Jahre 2002 mit dem Ringen. Er konzentriert sich dabei auf den freien Stil. Trainiert wurde er unter anderem von Willi Heckmann, Behcet Selimoglu und Volker Hirt. In der Jugend startete er bei Junioren-Wettkämpfen im Weltergewicht und als Senior in der Gewichtsklasse bis 86 kg Körpergewicht.

### Karriere bei Einzelmeisterschaften
Im Jahre 2010 nahm Achmed Dudarov an der deutschen Juniorenmeisterschaft teil, musste dort aber im Leichtgewicht noch mit dem 10. Platz vorliebnehmen. Bereits ein Jahr später, 2011, wurde er deutscher Juniorenmeister im Weltergewicht vor Sebastian Christoffel von der RWG Mömbris-Königshofen. Bei den Senioren zahlte er aber 2011 noch Lehrgeld, denn er kam bei der deutschen Meisterschaft nur auf den 11. Platz.
Die internationale Karriere von Dudarov begann mit der Teilnahme bei der Junioren-Europameisterschaft 2011 in Zrenjanin. Er kam dort im Weltergewicht auf den 12. Platz. Etwas besser schnitt er schon bei der Junioren-Europameisterschaft 2012 in Zagreb ab. Er belegte dort, wieder im Weltergewicht, den 8. Platz. Vollends überzeugen konnte er dann bei der Junioren-Weltmeisterschaft in Pattaya, denn er wurde dort mit Siegen über Yang Ziling, Volksrepublik China, Andris Ruhle, Lettland, Jumber Kwelaschwili, Georgien und Elchan Usubschada, Aserbaidschan und einer Punktniederlage im Finale gegen Saur Makijew aus Russland Vize-Weltmeister.
Ebenfalls 2012 wurde er im Weltergewicht erneut deutscher Juniorenmeister und gewann wenig später auch den deutschen Meistertitel bei den Senioren vor Georg Harth, ZKSV Duisdorf. Beim nationalen Ausscheidungsturnier für die Europameisterschaft der Senioren in Aschaffenburg kam er im Weltergewicht hinter Ergün Aydin, SV Siegfried Hallbergmoos, Martin Obst, 1. Luckenwalder SC und Carsten Kopp vom VfK Schifferstadt, auf den 4. Platz.
Bei den deutschen Meisterschaften 2014 trat er erstmals in der Freistil-Gewichtsklasse bis 86 kg Körpergewicht an und erreichte Rang 3 hinter Michael Kaufmehl und Konstantin Völk.
Im Mai 2015 wurde Dudarov bei einer Dopingkontrolle positiv auf Oxilofrin getestet und für ein Jahr gesperrt.
Nach seiner Dopingsperre kämpfte sich Achmed Dudarov zurück und nahm ab 2017 auch wieder an internationalen Wettkämpfen teil. So kam er zu seiner ersten Teilnahme an Weltmeisterschaften, schied bei dieser in der Gewichtsklasse bis 86 kg jedoch nach einer Niederlage im ersten Kampf aus. Erfolgreicher verlief die Teilnahme an den Europameisterschaften 2018 in Kaspijsk, bei denen er in der 86-kg-Klasse Platz 5 erreichte.
2019 trat Dudarov bei den II. Europaspielen an und erkämpfte sich bei diesen in der Klasse bis 86 kg die Bronzemedaille. In demselben Jahr folgte die Teilnahme an den VII. Militärweltspielen in Wuhan. In derselben Gewichtsklasse erreichte er das Finale, in dem er sich dem Russen Artur Naifonow geschlagen geben musste und die Silbermedaille gewann. Ebenfalls 2019 wurde er zum zweiten Mal deutscher Meister im Seniorenbereich.
Achmed Dudarov war für die Europameisterschaften 2022 nominiert, konnte bei diesen jedoch krankheitsbedingt nicht antreten.
2023 trat er bei den deutschen Meisterschaften an, erreichte in der 86-kg-Klasse das Finale, musste in diesem jedoch eine Niederlage gegen Lars Schäfle von der RKG Freiburg 2000 einstecken.

### Vereinskarriere
Dudarovs erster Verein war der VfK Schifferstadt. Ab 2011 rang er für den ASV Nendingen in der deutschen Ringer-Bundesliga. Mit seinem Team konnte er 2014 die deutsche Mannschaftsmeisterschaft feiern, kam in den Finalkämpfen jedoch nicht zum Einsatz.
Im selben Jahr folgte der Wechsel zum Ligakonkurrenten SV Germania Weingarten. Mit Weingarten erreichte Dudarov in der Saison 2014/15 das Finale, in dem sich die Mannschaft seinem vorherigen Verein aus Nendingen geschlagen geben musste. In der Folgesaison kam er aufgrund seiner Dopingsperre nicht zum Einsatz, stieg aber zur Saison 2016/17 wieder in den Titelkampf mit ein. Ohne Dudarovs Beteiligung in der Bundesliga-Endrunde wurde Weingarten Mannschaftsmeister 2017.
Es folgte der Vereinswechsel zum Bundesligaaufsteiger SV Triberg. Sportlich konnte Dudarov zwar mit den Tribergern die Liga halten, der Verein entschied sich jedoch nach der Saison 2017/18 aus der Bundesliga zurückzuziehen.
In der Folge heuerte Achmed Dudarov beim SV Alemannia Nackenheim an, mit dem er in der Saison 2019/20 das Halbfinale der Mannschaftsmeisterschaften erreichen konnte.
Nach dem Pandemie-bedingten Abbruch der Saison 2020 wechselte Dudarov 2021 zum ASV Mainz 88. In seiner ersten Saison in Mainz erreichte er das Finale, in dem sich sein Team jedoch den Ringern des SV Wacker Burghausen geschlagen geben musste. Auch in der Folgesaison 2022/23 gelang dem Mainzer Team der Finaleinzug. Achmed Dudarov konnte sich mit seiner Mannschaft gegen den ASV Schorndorf durchsetzen und feierte damit seine erste Mannschaftsmeisterschaft mit eigener Finalbeteiligung.
Nach dem Erfolg wechselte er 2023 zum AC Lichtenfels.

## Internationale Erfolge
| Jahr | Platz | Wettbewerb                               | Gewichtsklasse | Ergebnisse |
| ---- | ----- | ---------------------------------------- | -------------- | --- |
| 2011 | 02.   | Intern. Juniorenturnier in Riga          | Welter         | hinter Carsten Kopp, Deutschland, vor Abdulhakim Özmen, Türkei und Michail Adsinzow, Belarus |
| 2011 | 08.   | Junioren-Welt-Cup in Plauen              | Welter         | Sieger: Ibrahim Jusupow, Aserbaidschan, vor Schamil-Imam Osmanow, Russland |
| 2011 | 12.   | Junioren-EM in Zrenjanin                 | Welter         | Sieger: Abdulhakim Özmen vor Beka Petriaschwili, Georgien |
| 2012 | 08.   | Junioren-EM in Zagreb                    | Welter         | Sieger: Azamaz Sanalkojew, Russland, vor Abdulhakim Özmen |
| 2012 | 03.   | Großer Preis von Deutschland in Dortmund | Welter         | hinter Gadschi Gadschijew, Russland, und Əşrəf Əliyev, Aserbaidschan, gemeinsam mit Martin Obst, Deutschland, vor Alexander Gozijew, Russland                                                     |
| 2012 | 02.   | Junioren-WM in Pattaya                   | Welter         | nach Siegen über Yang Ziling, Volksrepublik China, Andris Ruhle, Lettland, Jumber Kwelaschwili, Georgien, und Elchan Usubschada, Aserbaidschan, und einer Niederlage gegen Saur Makijew, Russland |
| 2017 | 27.   | WM in Paris                              | bis 86 kg      | nach einer Niederlage gegen J’den Cox, Vereinigte Staaten |
| 2018 | 02.   | „Cerro Pelado“ International in Havanna  | bis 86 kg      | hinter Yurieski Torreblanca, Kuba |
| 2018 | 05.   | EM in Kaspijsk                           | bis 86 kg      | nach einer Niederlage im Bronzemedaillenkampf gegen Sandro Aminaschwili, Georgien |
| 2018 | 08.   | Militär-WM in Moskau                     | bis 86 kg      | Sieger: Magomed Ramazanow, Russland, vor Kanan Aliev, Aserbaidschan |
| 2018 | 24.   | WM in Budapest                           | bis 86 kg      | nach einer Niederlage gegen Boris Makojew, Slowakei |
| 2019 | 10.   | EM in Bukarest                           | bis 86 kg      | nach einem Sieg über Carmelo Lumia, Italien, und einer Niederlage gegen Murad Süleymanov, Aserbaidschan                                                                                           |
| 2019 | 03.   | Europaspiele in Minsk                    | bis 86 kg      | hinter Dauren Kuruglijew, Russland, und Ali Shabanau, Belarus |
| 2019 | 07.   | WM in Nur-Sultan                         | bis 86 kg      | nach Siegen über Akhmed Aibuev, Frankreich, Boris Makojew und Pat Downey, USA, sowie einer Niederlage gegen Myles Amine, San Marino                                                               |
| 2019 | 02.   | Militärweltspiele in Wuhan               | bis 86 kg      | Finalniederlage gegen Artur Naifonow, Russland |
| 2021 | 24.   | WM in Oslo                               | bis 86 kg      | nach einer Niederlage gegen Abubakr Abakarow, Aserbaidschan |
| 2022 | 0–    | EM in Budapest                           | bis 86 kg      | krankheitsbedingter Nichtantritt |

## Deutsche Meisterschaften
| Jahr | Platz | Altersgruppe | Gewichtsklasse | Ergebnisse                                                                              |
| ---- | ----- | ------------ | -------------- | --------------------------------------------------------------------------------------- |
| 2010 | 10.   | Junioren     | Leicht         | Sieger: Lennard Wickel                                                                  |
| 2011 | 01.   | Junioren     | Welter         | vor Sebastian Christoffel (RWG Mömbris-Königshofen)                                     |
| 2011 | 11.   | Senioren     | Welter         | Sieger: Martin Obst (1. Luckenwalder SC) vor Christian Maier (SV Wacker Burghausen)     |
| 2012 | 01.   | Junioren     | Welter         | vor Felix Pfaff (KSK Furtwangen) und Kevin Herrmann (SC Oberölsbach)                    |
| 2012 | 01.   | Senioren     | Welter         | vor Georg Harth (TKSV Duisdorf), Felix Menzel u. Martin Obst (beide 1. Luckenwalder SC) |
| 2014 | 03.   | Senioren     | bis 86 kg      | hinter Michael Kaufmehl (RKG Freiburg 2000) und Konstantin Völk (ASV Mainz 88)          |
| 2019 | 01.   | Senioren     | bis 86 kg      | vor Lars Schäfle (RKG Freiburg 2000)                                                    |
| 2023 | 02.   | Senioren     | bis 86 kg      | hinter Lars Schäfle (RKG Freiburg 2000)                                                 |

Erläuterungen
- alle Wettkämpfe im freien Stil
- WM = Weltmeisterschaft, EM = Europameisterschaft
- Leichtgewicht, Gewichtsklasse bis 66 kg, Weltergewicht bis 74 kg Körpergewicht